# اريك مونتي (لاعب غولف)
اريك مونتي (بالإنجليزية: Eric Monti)‏ هو لاعب غولف أمريكي، ولد في 6 ديسمبر 1917 في بيكين في الولايات المتحدة، وتوفي في 1 فبراير 2009 بسبب سرطان البروستاتا.

## وصلات خارجية
- اريك مونتي على موقع رابطة لاعبي الغولف المحترفين (الإنجليزية)